# Carmélia Alves
Pour les articles homonymes, voir Alves (homonymie).
Carmélia Alves, née le 14 avril 1923 à Rio de Janeiro et morte le 3 novembre 2012 dans la même ville, est une chanteuse brésilienne.  Elle est appelée la «Rainha do Baião", la reine de Baião.

## Discographie
Albums
- 1974: Ritmos do Brasil com Carmélia Alves
- 1976: Carmélia Alves
- 1993: Luiz Gonzaga e Carmélia Alves ao vivo no Teatro João Caetano
- 1995: As eternas cantoras do Rádio
- 1999: Carmélia Alves abraça Jackson do Pandeiro e Gordurinha
- 2000: Carmélia Alves
- 2001: Estão voltando as flores

Singles
- 1943: Deixei de Sofrer
- 1944: Quem Dorme no Ponto é Chofer
- 1949: Me Leva (avec Ivon Curi)
- 1950: Coração Magoado
- 1950: Trepa no Coqueiro
- 1951: Sabiá na Gaiola
- 1951: Pé de Manacá (avec le Trio Madrigal)
- 1951: Esta Noite Serenou
- 1951: Cabeça Inchada
- 1956: Cevando o Amargo